# بندسر (چابهار)
بندسر، روستایی در دهستان بجاربازار بخش پیرسهراب شهرستان چابهار در استان سیستان و بلوچستان ایران است.

## جمعیت
بر پایه سرشماری عمومی نفوس و مسکن در سال ۱۳۹۵، جمعیت این روستا برابر با ۲۰۸ نفر (۷۳ خانوار) بوده‌است.